# Larissa Kosorukova
Larissa Kosorukova, född den 30 maj 1973, är en rysk och därefter israelisk kanotist.
Hon tog bland annat VM-brons i K-2 1000 meter i samband med sprintvärldsmästerskapen i kanotsport 2002 i Sevilla.